# Aproximante labiovelar sonora
La aproximante labiovelar sonora es un tipo de sonido consonántico, muy frecuente en las lenguas del mundo. En el AFI este sonido se denota mediante el signo [w] y su equivalente en X-SAMPA symbol es w. En la mayoría de lenguas donde existe el fonema /w/ se realiza como una aproximante velar labializada ([ɰʷ]), y en otras lenguas frecuentemente es un alófono no-silábico de una vocal cerrada posterior redondeada /u/.

## Características

La [w] se articula conjuntamente en los puntos indicados con el 8 y el 2.

Las características de la aproximante labiovelar son:
- Su modo de articulación es aproximante, lo que significa que se articula llevando un órgano articulador cerca de otro, pero sin estrechar el tracto bucal hasta el punto de que se produzca un flujo turbulento audible.
- Su punto de articulación es velar labializado, lo que significa que la constricción principal del tracto está en la parte posterior de la lengua o dorso levantado hacia el paladar blando o velo mientras los labios están en posición redondeada. Algunas lenguas como el japonés y quizá la lenguas iroquesas septentrionales, tienen un sonido transcrito como [w], pero en el que los labios están comprimidos (o al menos no redondeados), y por tanto es más cercano a una genuina consonante labiovelar. Las transcripciones más detalladas deberían evitar la transcripción [w] en dichos casos, o usar el diacrítico de menor redondeamiento: [w̜].
- Su fonación es de tipo sonoro, lo que significa que las cuerdas vocales están en vibración durante su articulación.
- Es una consonante oral, lo que significa que el aire escapa sólo a través de la boca, no de la cavidad nasal.
- Es una consonante central, lo que significa que se produce haciendo salir el flujo de aire sobre la parte central de la lengua, más que por los costados.
- El mecanismo del flujo de aire es pulmonar egresivo, lo que significa que el flujo de aire se articula empujando aire hacia afuera de los pulmones a través del tracto vocal.

## Presencia
| Lengua    | Lengua    | Palabra  | AFI         | Significado |
| --------- | --------- | -------- | ----------- | ----------- |
| Abkhaz    | Abkhaz    | ауаҩы    | [owo.ˈɥy]   | persona     |
| Árabe     | Estándar  | ورد      | [ward]      | rosas       |
| Catalán   | Catalán   | blau     | [blaw]      | azul        |
| Chino     | Mandarín  | 王/wáng  | [wɑ̃᷄ŋ˧˥]     | rey         |
| Español   | Español   | cuanto   | [ˈkwä̃n̪.t̪o̞]  |             |
| Francés   | Francés   | oui      | [wi]        | sí          |
| Hawaiano  | Hawaiano  | wikiwiki | [wikiwiki]  | rápido      |
| Inglés    | Inglés    | weep     | [wɪi̯pʰ]     | llorar      |
| Irlandés  | Irlandés  | vóta     | [ˈwoːt̪ˠə]   | voto        |
| Italiano  | Italiano  | uomo     | [ˈwɔ̃.mo]    | hombre      |
| Pastún    | Pastún    | ﻭﺍﺭ      | [wɑr]       | una vez     |
| Polaco    | Polaco    | łaska    | [ˈwas.ka]ⓘ  | gracia      |
| Portugués | Portugués | água     | [ˈa.ɡwɐ]    | agua        |
| Rumano    | Rumano    | dulău    | [du.ˈləw]   | mastín      |
| Seri      | Seri      | cmiique  | [ˈkw̃ĩː.kːɛ] | persona     |
| Sesotho   | Sesotho   | sewa     | [ˈsewa]     | epidemia    |
| Tagalog   | Tagalog   | araw     | [a.'raw]    | día         |